# Аппенваєр
Аппенваєр (нім. Appenweier) — громада в Німеччині, знаходиться в землі Баден-Вюртемберг. Підпорядковується адміністративному округу Фрайбург. Входить до складу району Ортенау.
Площа — 38,03 км2. Населення становить 10 217 ос. (станом на 31 грудня 2020).